# Morphix
Morphix è una distribuzione GNU/Linux Live CD, nata per fornire una base su cui costruire facilmente delle derivazioni.

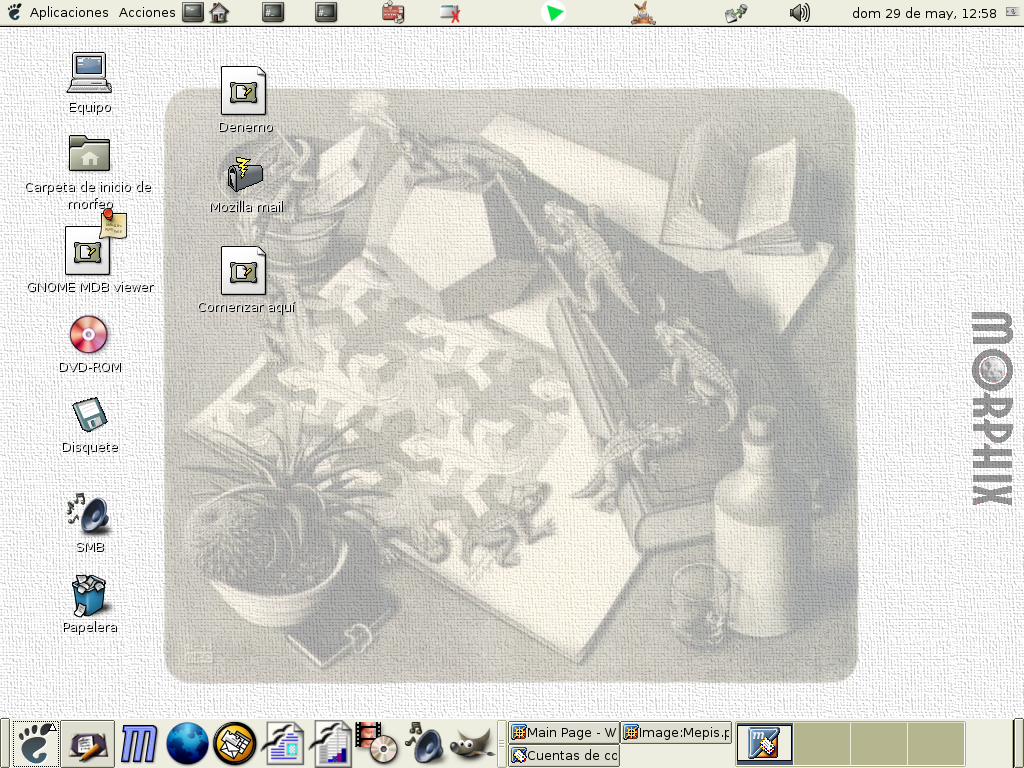
Morphix desktop

## Caratteristiche
Derivata da Debian GNU/Linux, utilizza il sistema di riconoscimento e configurazione dell'hardware utilizzato dalla Knoppix, ed è facilmente espandibile e adattabile alle proprie esigenze grazie alla sua architettura modulare e ai numerosi tool messi a disposizione.

## Distribuzioni derivate
Essendo nata come base per distribuzioni personalizzate, Morphix vanta un grande numero di derivazioni, elencate nella sezione derivatives del sito ufficiale.